# Minami Júta
Minami Júta (Kanagava, 1979. szeptember 30. –) japán válogatott labdarúgó.

## Nemzeti válogatott
A japán U20-as válogatott tagjaként részt vett az 1997-es és az 1999-es ifjúsági labdarúgó-világbajnokságon.